# Carles Casanovas i Riu
Carles Casanovas i Riu (Barcelona, 2 d'abril de 1904 - Igualada, 7 de juliol de 1992) fou un futbolista català de la dècada de 1920.

## Trajectòria
Jugà amb el FC Barcelona només partits amistosos durant la temporada 1921-22. Posteriorment fou titular del FC Poble Nou, on compartí equip amb el seu germà Miquel, que jugava a la posició de porter. Durant aquests anys, a més, fou directiu de l'entitat. Entre 1925 i 1927 formà part del CE Sabadell i del FC Barcelona, novament al costat del seu germà, però la seva presència es limità a partits de caràcter amistós.